# Estnische Badmintonmeisterschaft 1997
Die Estnische Badmintonmeisterschaft 1997 fand im Februar 1997 in Tallinn statt. Es war die 33. Austragung der Titelkämpfe.

## Medaillengewinner
| Disziplin    | Gold                                                            | Silber                                                           | Bronze                                                      |
| ------------ | --------------------------------------------------------------- | ---------------------------------------------------------------- | ----------------------------------------------------------- |
| Herreneinzel | Heiki Sorge, Tartu Vanalinna SpK                                | Kaupo Raid, Tartu                                                | Erko Karing, Tallinn                                        |
| Dameneinzel  | Kelli Vilu, Tallinna NSK                                        | Kairi Saks, Tallinna NSK                                         | Kati Kraaving, Tallinna NSK                                 |
| Herrendoppel | Heiki Sorge Meelis Maiste, Tartu Vanalinna SpK / SPK Saku Sulg  | Einar Veede Raul Tikk, Tartu Vanalinna SpK                       | Erko Karing Aigar Tõnus, Tallinn                            |
| Damendoppel  | Piret Kärt Liia Dubkovskaja, Tartu Vanalinna SpK / Tallinna NSK | Kelli Vilu Kati Kraaving, Tallinna NSK                           | Kairi Saks Eve Jugandi, Tallinna NSK                        |
| Mixed        | Einar Veede Mare Pedanik, Tartu Vanalinna SpK / Tallinna NSK    | Heiki Sorge Liia Dubkovskaja, Tartu Vanalinna SpK / Tallinna NSK | Tanel Talts Piret Kärt, SPK Saku Sulg / Tartu Vanalinna SpK |